# Serenada
Serenada – forma muzyczna:

Hiszpańska serenada, obraz Carla Spitzwega.

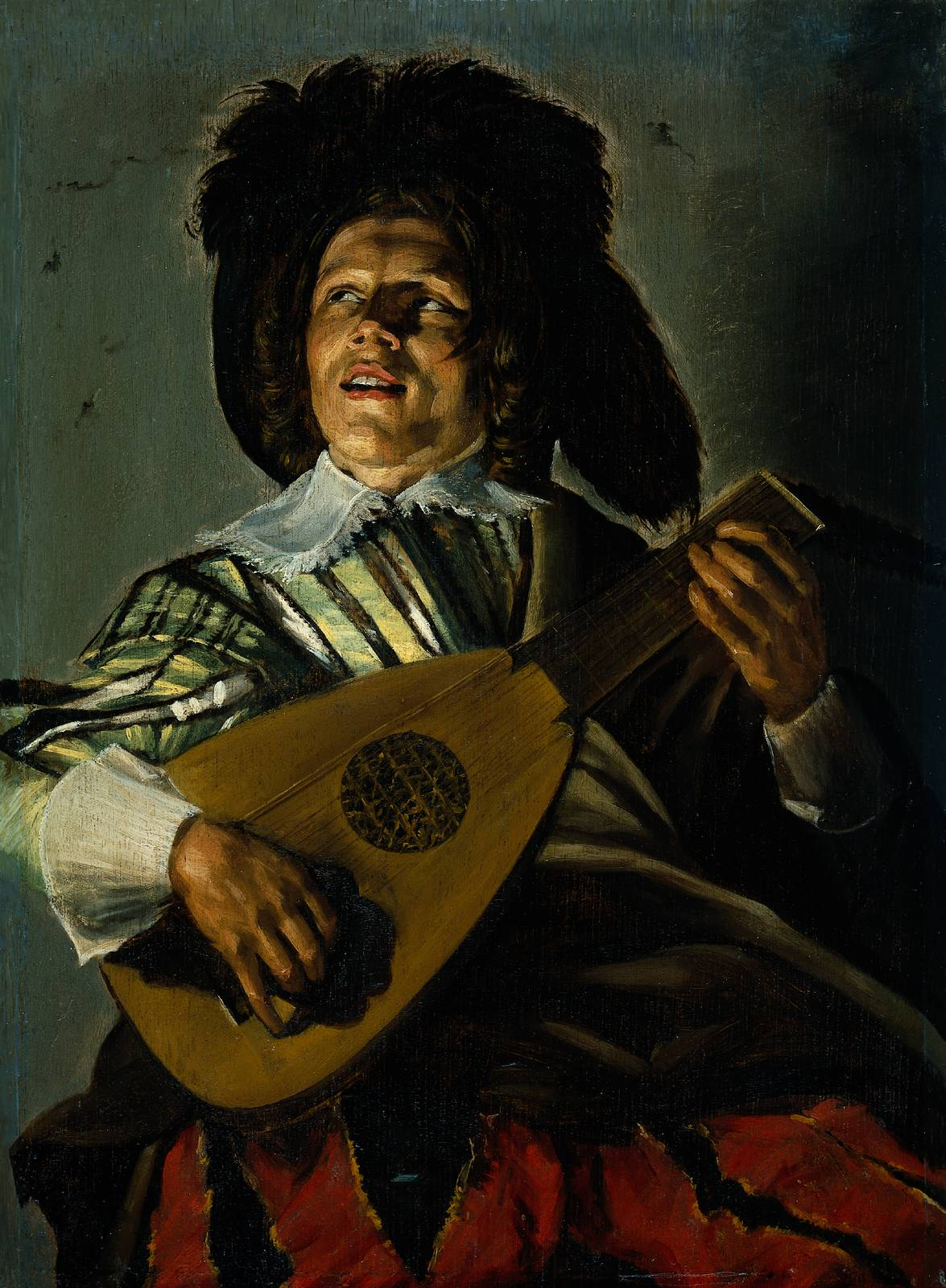
Serenada, obraz Judith Leyster.

- Od XVI wieku pieśń miłosna śpiewana przy akompaniamencie gitary o zmroku pod oknem ukochanej kobiety[1][2].
- Od XVIII wieku utwór o treści romantycznej, zwykle na niewielki zespół instrumentalny, wykonywany w dni świąteczne w czasie koncertów parkowych[1][2].

## Znane serenady
Wolfgang Amadeus Mozart
- XIII Serenada G-dur Eine kleine Nachtmusik (KV 525) – Mała nocna muzyka

- Serenada B-dur Gran Partita (KV 361) na 13 instrumentów dętych

Richard Strauss
- Serenada na 13 instrumentów dętych Es-dur

Antonín Dvořák
- Serenada na orkiestrę smyczkową E-dur

Franz Schubert
- Serenada d-moll